# Papapana
Le papapana est une des langues de Nouvelle-Irlande parlée par 120 locuteurs dans la province de Bougainville.